# 2C-B
2C-B čili 4-brom-2,5-dimethoxyfenylethylamin je syntetické psychedelikum (halucinogen) patřící do skupiny psychedelických fenylethylaminů často označované jako skupina 2C-X. Většinu těchto látek poprvé připravil americký chemik Alexander Shulgin v 60. až 80. letech minulého století. Jejich syntézu a účinky popsal v knize PIHKAL (Phenethylamines I Have Known And Loved). Na černém trhu se tato látka nabízela nebo nabízí např. pod názvy Nexus, Venus nebo Bromo, někdy jako náhražka populární extáze. Užívá se ve formě solí (hydrochloridu nebo hydrobromidu) převážně orálně, výjimečně i šňupáním (při této aplikaci látka v nosní dutině dráždí sliznice).
Jako tucibi nebo jen tuci či růžový kokain se označuje klubová droga, která je ve skutečnosti na růžovo obarvenou směsí různých drog proměnlivého složení, která však i přes velmi podobný název, patrně od 2C-B etymologicky odvozený, obvykle ve skutečnosti 2C-B neobsahuje.

## Historie
Americký chemik, Alexander Shulgin, připravil 2C-B poprvé v roce 1974 a sám tento halucinogen zařadil mezi své nejvýznamnější objevy. Zpočátku ho používali ve své praxi psychologové a psychiatři k léčbě neuróz a poruch osobnosti. Později (v 80. letech minulého století) se 2C-B začalo využívat rekreačně, což vedlo (postupně prakticky na celém světě) k jeho přeřazení do seznamu kontrolovaných substancí. V 90. letech minulého století tuto látku nicméně přechodně prodávala německá farmaceutická firma Drittewelle pod názvem Eros jako afrodiziakum a do roku 1997 byl k dostání pro zletilé osoby v holandských smartshopech většinou pod jménem „Nexus“.

## Biochemie a toxicita
2C-B stejně jako další příbuzné látky ze skupiny 2C působí patrně především jako agonista 5-HT2A serotoninových receptorů v mozku. Jeho toxicita ani metabolismus nejsou zatím příliš prozkoumány, ale zdravotní problémy se po jeho užití prakticky nevyskytují.
Na základě poznatků Shulginovy práce je letální dávka 2cb až několik desítek gramů, což je v porovnání s jeho psychotropní dávkou přibližně tisícinásobek.
U extrémně vysokých dávek (200 mg<) se u vybrané skupinky lidí vyskytovaly křeče, pocity zmatenosti, úzkost, vasokonstrikce, dočasný zvýšený tlak a dočasně zvýšený tep.
Opakované užívání (až 2x do měsíce, dávky 5–35 mg) po dobu několika měsíců nemělo[zdroj?] za následek dlouhodobé neblahé účinky na zdraví a fyzický stav jedinců.

## Účinky
Účinky 2C-B mimořádně silně závisejí na užité dávce. V nízkých dávkách látka působí zejména jako lehký stimulant, případně vyvolává pocity sounáležitosti a větší náklonnosti k lidem; působí tedy podobně jako MDMA (extáze) jako empatogen a entaktogen. S tím patrně souvisejí i její někdy uváděné afrodiziakální účinky, nicméně tento účinek nebyl potvrzen u všech lidí, jenž drogu požili. Ve vyšších a vysokých dávkách ovšem 2C-B působí jako typický halucinogen a entheogen. Velmi výrazná přitom bývá smyslová složka zážitku (zvýraznění barev, zvuků, pseudohalucinace), zatímco vrcholné psychické prožitky (např. mystické pocity) nejsou patrně tak časté jako např. u LSD. Akutní intoxikace trvá 3 až 6 hodin a někdy ji doprovázejí nepříjemné tělesné účinky jako třes, nevolnost nebo pocit chladu (tyto pocity jsou zejména přítomny při takzvaném „onsetu“ neboli nástupu účinků a mohou být pouze psychické).

## Další látky ze skupiny 2C
Vesměs podobné účinky jako 2C-B mají například chemicky blízce příbuzné látky 2,5-dimethoxy-4-jodfenylethylamin (2C-I), 2,5-dimethoxy-4-ethylfenylethylamin (2C-E), 2,5-dimethoxy-4-ethylthiofenylethylamin (2C-T-2) nebo 2,5-dimethoxy-4-propylthiofenylethylamin (2C-T-7). Tyto i další sloučeniny objevené Alexanderem Shulginem se také objevily na černém trhu jako „legální“ náhražky 2C-B brzy po jeho přesunutí do seznamu zakázaných substancí.